# Oran (Missouri)
Oran è un comune degli Stati Uniti d'America, situato nello Stato del Missouri, nella contea di Scott.